# Tetralophozia filiformis
Tetralophozia filiformis är en bladmossart som först beskrevs av Franz Stephani, och fick sitt nu gällande namn av Urmi. Tetralophozia filiformis ingår i släktet Tetralophozia och familjen Anastrophyllaceae. Inga underarter finns listade i Catalogue of Life.